# Kasbah de Kénitra
Pour les articles homonymes, voir Kasbah (homonymie).
La kasbah de Mehdia (citadelle, kasbah en arabe) est monument important de l'histoire de la ville actuelle de Kénitra (qui ne doit pas être confondu avec la Kasbah de Kénitra aussi appelée Kasbah Moulay El Hassan) mais il a pratiquement disparu dans l'urbanisation, du fait de son appropriation privée en 1919. L'histoire de ce monument est empruntée au travail d'historiens (pages 19-23). L'histoire est intéressante. Cette kasbah a été désignée (citation Edmond Doutté, 1914) comme la « casbah d'El Amira » (cité par Henri Laplanche , page 19). Ce n'était « [...] qu'un caravansérail destiné à permettre aux voyageurs de passer la nuit en paix, à l'abri des pillards qui se trouvaient à l'affût dans la forêt ; [ect[Quoi ?]] » (Monsieur Oser cité par Henri Laplanche , page 19). On parle encore de caravansérail ou de fondouk.

## Situation géographique

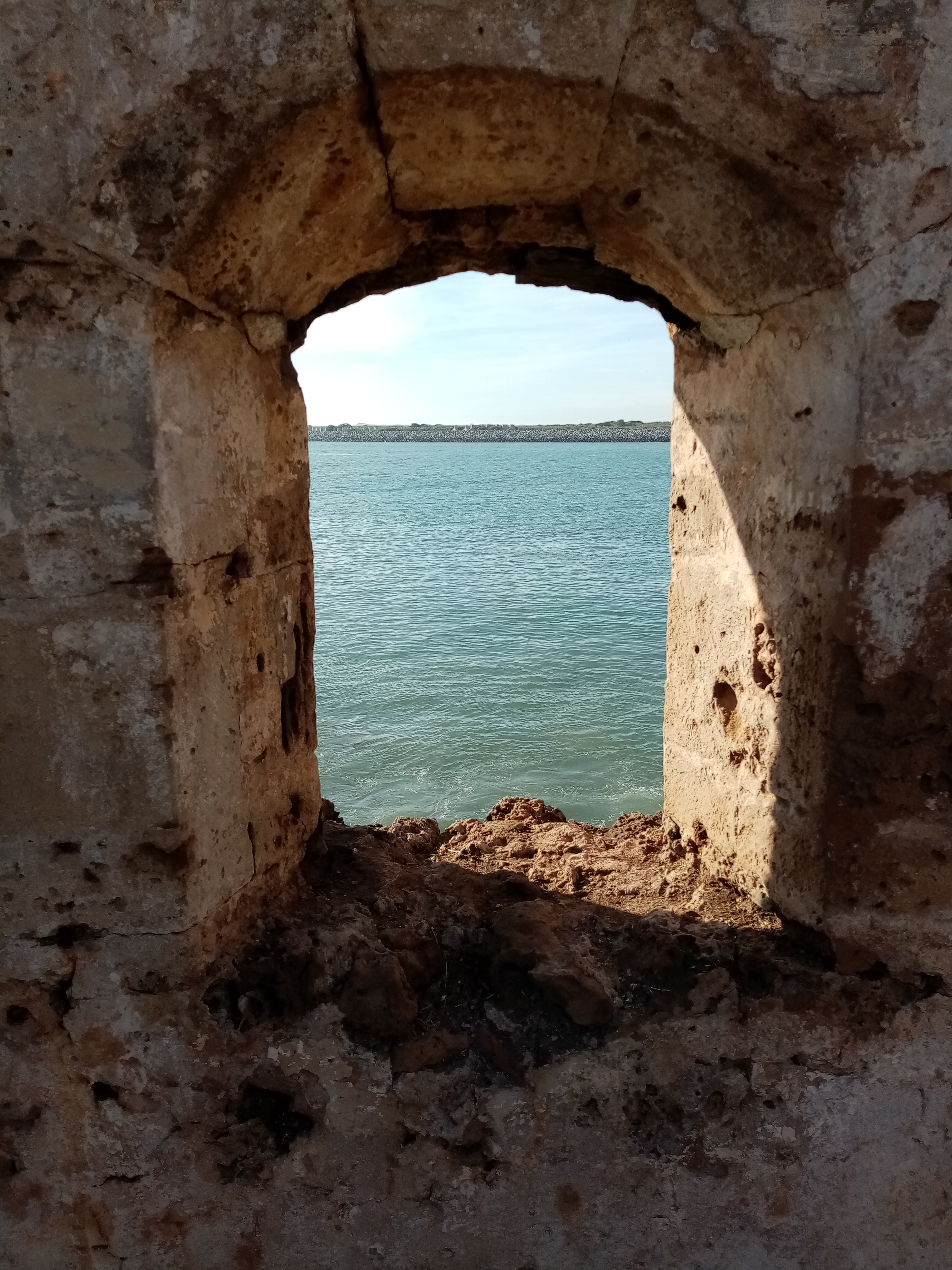
Fenêtre d’un bastion de donnant sur le Sebou

La citadelle (kasbah) se situait sur la route appelée "piste makhzen" (Trik Es Soltane) allant de Rabat à Fez. Elle était placée sur la rive gauche du fleuve (oued) Sebou, dans une grande boucle, à 7 km à vol d'oiseau de l'océan Atlantique.
À 1350 m, à l'est de la kasbah, se jetait l'oued Fouarat, dernier affluent de l'oued Sebou avant son estuaire. À proximité stagnait la merja du Fouarat (zone marécageuse). À l'ouest de la kasbah, à 4 km environ, se situait la merja de Bir-Rami qui devint un petit territoire maraîcher (une zone industrielle actuellement ?). Vers le sud-est se situe la forêt de la Mâamora, territoire des tribus Zmmour, barrant l'horizon sur un plateau sablonneux reposant sur des dunes quaternaires consolidées. Vestiges de cette forêt de chênes-lièges (subéraie), on trouve encore des arbres isolés dans les parcs de villas actuelles du quartier de la gare. La forêt descendait très près de la kasbah et a régressé ultérieurement par l'exploitation de son bois.

## Peuplements humains
La kasbah se situait à la limite du territoire des tribus Zemmour, tribus retranchées dans la forêt de la Mâamora.
Outre ces tribus guerrières, on comptait deux collectivités voisines l'une de l'autre :
- la communauté des Saknia vivant de culture et de pacage le long du Fouarat,
- une fraction des beni Ahsen du voisinage, les ouled Oujjid installés près de Bir Rami,

plus la milice guerrière ou guich des Haddadas jouxtant le territoire des Beni Oujjid et installée sur la rive gauche de l'oued Sebou entre la kasbah de Kénitra et celle de Mehdya, voisinant avec les Mehdia. 
En face, sur la rive droite de l'oued Sebou se tenaient d'autres milices guiche des Khlot et des Tliqe.

## Histoire

### Avant le protectorat français 1895-1911
L'architecture se retrouve dans toutes les Kasbahs et en particulier avec la forme en arcades des portes et des fenêtres en plein cintre. Cette forme, largement outrepassée, large et basse, se retrouve, caractéristique, dans l'architecture traditionnelle marocaine. Elle sera reprise dans bien des constructions officielles.

#### Vue extérieure
La kasbah de Mehdia est semblable à toutes les anciennes citadelles des Sultans du Maroc. Elle se présente comme un grand quadrilatère d'une centaine de mètres de côté, flanqué de tours carrées aux quatre coins et au milieu de chaque face. Elle donne l'impression d'une petite forteresse. La porte d'entrée s'ouvrait face à la mer (vers l'ouest). Commencée vraisemblablement en 1892, on connaît la date de son achèvement entre 1895-96 (apr. J.-C.) selon le calendrier chrétien, en 1313  exactement selon le calendrier musulman, sous le règne du Sultan Moulay Abd el Aziz. Cette date du calendrier musulman figurait dans une inscription au-dessus de la porte d'entrée.

#### Aménagements intérieurs

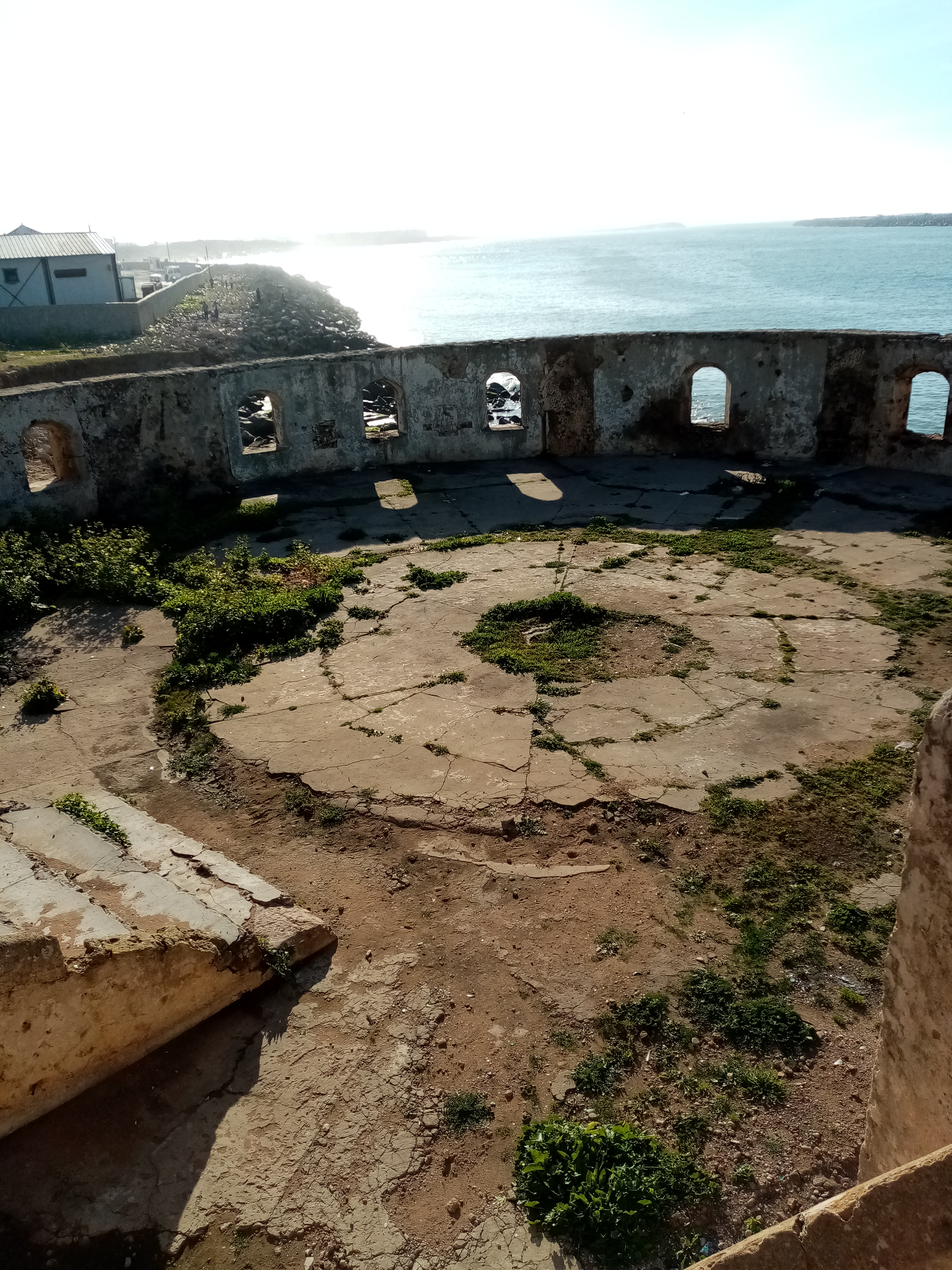
Vue sur l’intérieur d’un bastion de la Kasbah de Mehdia avec en arrière plan le fleuve Sebou.

La porte d'entrée s'ouvrait sur un avant-corps, au milieu de la façade occidentale. Les postes de garde se tenaient sous la voûte de plein cintre.
Face à l'entrée, à l'intérieur, se trouvait une petite mosquée avec un minaret. Il semblerait qu'elle ne fut jamais achevée et n'aurait jamais servi de lieu de culte.
Tout autour des murs d'enceinte, à l'intérieur, se trouvaient des benigas, des chambres d'une pièce, destinées à recevoir les gens de passage et la garnison. Au milieu de l'enceinte, la vaste cour accueillait les caravanes, les voyageurs et les animaux. C'était un caravansérail.
Les témoignages sur l'état de la citadelle avant l'établissement du protectorat sont rares. Les quelques soldats du Makhzen sont rares, mal armés et mal équipés. La nuit venue, la porte unique était fermée et ne s'ouvrait plus jusqu'au matin.

### Une période d'insécurité 1911-1913
Cette période est peu sûre, à cause des tribus Zemmour qui harcelaient les troupes françaises et les civils. À l'appel du clairon de la garnison, tout le monde se réfugiait dans la citadelle.

### Pendant le protectorat français 1913-1919
La citadelle devient le siège de l'administration du représentant du protectorat français le 27 juin 27 juin 1913. Elle devient le siège du Contrôle civil du Rharb et des Beni-Ahsen. Là va siéger le centre administratif du territoire.
Les anciennes chambres (benigas) sont aménagées en bureaux pour le personnel du Contrôle civil. Le 27 décembre 1914 est nommé un Chef des Services Municipaux et une Commission municipale. On y installe un service de pompes funèbres et une prison civile. On y installe aussi une école et une chapelle
En même temps, une garnison de supplétifs marocains, les mokhaznis, est installée, encadrée par des officiers français.

### Après 1919
En 1919, l’ancienne citadelle devient une propriété privée et se transforme en magasins, commerces et bureaux qui occupent le rez-de-chaussée avec des appartements au-dessus.
L'ancienne kasbah disparaît derrière ces nouvelles façades commerciales, entourée d'une ville en développement. Aujourd'hui encore, bien des kénitéres ignorent qu'il y a, là, le noyau initial de leur cité.

## Valorisation du monument
C'est un vestige important pour l'histoire de la ville de Kénitra. Selon Henri Laplanche « [ect] peu de gens savent, en passant devant ce qui reste du monument, qu'il est le seul vestige de ce qui existait là avant l'occupation française ».